# Nico Richter
Nico Richter (Ámsterdam, 2 de diciembre de 1915 – ibidem, 16 de agosto de 1945) fue un compositor holandés.

## Biografía
Nacido en una familia judía, su padre, Izaak, era dentista.
Comenzó a estudiar violín a los doce años. Estudió en la escuela secundaria HBS (Hoogere Burger School) y en 1930 comenzó clases de violín con Sam Tromp. Tras graduarse en 1932, se matriculó en medicina en Ámsterdam por insistencia de su padre.
En julio de 1935, participó en una clase magistral con Hermann Scherchen en Bélgica, actuó de director de orquestra y ganó el "Prix Henry Le Boeuf" por su concierto para violonchelo. El mismo HermannScherchen dirigió su estreno en el Palais des Beaux Arts de Bruxelles y también lo llevó a Winterthur. 
Nico Richter se hizo cada vez más conocido y fue director de la orquesta estudiantil MUSA, compositor del festival de música holandesa "Maneto" fundado en 1937 (Manifestatie Nederlandsche Toonkunst) o revisor de actuaciones. El 23 de julio de 1937 emitió su Simfonia Divertimento en Radio Bruselas.

## Persecución nazi
A principios de 1940, parte de su familia emigró a Estados Unidos, pero Nico Richter decidió quedarse en Ámsterdam.
Se casó con Hetta Scheffer en septiembre de 1940,quien no era judía, y en 1941 se centró en acabar sus estudios de medicina.
La noche del 17 al 18 de abril de 1942, Nico Richter fue arrestado y del 6 de noviembre al 18 de enero de 1943 lo internaron en el campo de concentración de Amersfoort, después en Vught y en noviembre de 1943 en Auschwitz.Tras la liberación estadounidense el 27 de abril de 1945, Nico Richter llegó a Eindhoven en julio de 1945, falleció poco tiempo después.